# Тассахара
Тассахара (амер. англ. Tassajara) — горный центр дзэн, названный так по географическому принципу. Расположен в долине Тассахара, Северная Америка. Находится на территории США, в штате Калифорния.
Японское название — Дзэнсин-дзи, «храм сердца Дзэн». Принадлежит к буддистской традиции Сото. Основан в 1967 году и является первым буддистским монастырём за пределами Азии. Первый аббат Тассахары — роси (буддистский мастер) Сюнрю Судзуки. На сентябрь 2011 года аббатом Тассахары является мастер дзэн Пол Халлер.
Монастырь расположен в горах Калифорнии, где бьют горячие источники. Летом монашеская община открывает Тассахару для гостей, обслуживая его, как популярный курорт. За время «сезона гостей» в Тассахаре проходят десятки семинаров, лекций, ретритов. Каждой осенью монастырь закрывается для посещения, чтобы обеспечивать практикующим дзэн интенсивную монашескую практику в форме двух традиционных трёхмесячных периодов практики.